# Vertou
Vertou es una comuna francesa situada en el departamento de Loira Atlántico, en la región de Países del Loira.

## Demografía
| 11 100 | 12 089 | 13 853 | 15 631 | 18 235 | 20 268 | 26 002 |
| Para los censos de 1962 a 1999 la población legal corresponde a la población sin duplicidades (Fuente: INSEE [Consultar]) |        |        |        |        |        |        |